# Pesquera (Cantàbria)
Pesquera és un municipi de la Comunitat Autònoma de Cantàbria. Es troba en la comarca de Campoo-Los Valles i limita al nord amb els termes de Bárcena de Pie de Concha i Molledo, al sud i oest amb Santiurde de Reinosa i a l'est amb San Miguel de Aguayo. Inclou els nuclis de Pesquera (capital, 47 hab.), Ventorrillo (32 hab.) i Somaconcha (despoblat).

## Demografia
| 1900 | 1910 | 1920 | 1930 | 1940 | 1950 | 1960 | 1970 | 1980 | 1990 | 2000 | 2007 |
| ---- | ---- | ---- | ---- | ---- | ---- | ---- | ---- | ---- | ---- | ---- | ---- |
| 358  | 327  | 317  | 295  | 288  | 285  | 289  | 171  | 113  | 120  | 95   | 75   |

Font: INE